# Maršál Čínské lidové republiky
Maršál Čínské lidové republiky (čínsky v českém přepisu Čung-chua žen-min kung-che-kuo jüan-šuaj, pchin-jinem Zhōnghuá Rénmín Gònghéguó Yuánshuài, znaky zjednodušené 中华人民共和国元帅) byla nejvyšší vojenská hodnost používaná v Čínské lidové republice v letech 1955–1965. Obdrželi ji nejvýznamnější vojevůdci Čínské lidové osvobozenecké armády, kteří měli mimořádnou autoritu a vliv v ozbrojených silách i politice Čínské lidové republiky.
Při zavedení vojenských hodností v Čínské lidové osvobozenecké armádě roku 1955 byla nejvyšší hodností ze všech „maršál Čínské lidové republiky“. Maršál jüan-šuaj byla tradiční čínská vysoká vojenská hodnost, nosil ji například ve 12. století Jüe Fej, ve 13. století Pchu-sien Wan-nu, v Čínské republice Čankajšek, Lu Žung-tching a Tchang Ťi-jao.
Hodnost maršál Čínské lidové republiky obdrželo deset vojevůdců Čínské lidové osvobozenecké armády, kteří od konce 20. let hráli vedoucí roli při vzniku revolučních základen a sovětských oblastí Čínské sovětské republiky, v čínské Rudé armádě veleli nejméně sboru, v 8. pochodové armádě veleli alespoň divizi nebo veleli Nové čtvrté armádě, veleli polní armádě nebo vojenskému okruhu v občanské válce po roce 1945 a byli roku 1955 členy Ústřední vojenské komise Komunistické strany Číny (hodnost obdrželi všichni členové komise kromě předsedy Mao Ce-tunga a Teng Siao-pchinga) a místopředsedy Státního výboru obrany Čínské lidové republiky.
Maršály Čínské lidové republiky byli 23. září 1955 jmenováni:
- Ču Te (1886–1976)
- Pcheng Te-chuaj (1898–1974)
- Lin Piao (1907–1971)
- Liou Po-čcheng (1892–1986)
- Che Lung (1896–1969)
- Čchen I (1901–1972)
- Luo Žung-chuan (1902–1963)
- Sü Siang-čchien (1901–1990)
- Nie Žung-čen (1899–1992)
- Jie Ťien-jing (1897–1986)

Roku 1965 byly vojenské hodnosti v Čínské lidové osvobozenecké armádě zrušeny. Obnoveny byly roku 1988, nicméně už bez hodnosti maršála Čínské lidové republiky.